# Tlalmanalco de Velázquez
Tlalmanalco, es una población mexicana y cabecera municipal del municipio de Tlalmanalco, está ubicada al oriente del Estado de México, fue una localidad nahua, actualmente es una localidad en crecimiento. Fue declara pueblo con encanto por el gobierno del estado.